# Thymophylla pentachaeta
Thymophylla pentachaeta là một loài thực vật có hoa trong họ Cúc. Loài này được (DC.) Small miêu tả khoa học đầu tiên năm 1903.